# Amagerbrokredsen
Amagerbrokredsen var i 1971-2006 en opstillingskreds i Søndre Storkreds. Kredsen blev nedlagt i 2007. Området indgår fremover, sammen med dele af Sundbykredsen, i Sundbyvesterkredsen i Københavns Storkreds.
Den 8. februar 2005 var der 23.967 stemmeberettigede vælgere i kredsen.
Kredsen rummede flg. kommuner og valgsteder::
Del af Københavns Kommune
9. Amagerbro
9. Syd